# Chinesische Kobra
Die Chinesische Kobra, wissenschaftlicher Name Naja atra, ist eine Schlangenart der Gattung der Echten Kobras (Naja) mit Lebensraum in Süd-China und auf den Inseln Hainan und Taiwan. Die stark giftige Schlangenart wird in China als Fleischlieferant und im Rahmen der Traditionellen chinesischen Medizin stark besammelt und ist deshalb regional vom Aussterben bedroht. Sie ist im Anhang B der EU-Artenschutzverordnung gelistet und darf daher nur mit besonderer Genehmigung ein- oder ausgeführt werden.

## Beschreibung
Die Chinesische Kobra erreicht eine Körperlänge von etwa 1,65 Meter bis maximal 2 Meter. Sie ist auf der Oberseite schwarz, grau oder braun gefärbt, die Unterseite kann ebenfalls dunkel oder auch weißlich bis gelblich gefärbt sein, seltener treten Individuen mit mosaikartiger Bauchbeschuppung auf. Bei Individuen von Taiwan konnte ein Zusammenhang zwischen Ventralfärbung und geographischer Herkunft festgestellt werden, mit (mit Ausnahme der Kopfregion) ausschließlich dunkler Ventralfärbung im Norden und überwiegend heller im Zentrum und im Westen der Insel. Die Dorsalseite ist einfarbig dunkel, oder sie trägt eine weiße Bänderung, die oft in Doppel- oder Vierfachbänder aufgelöst ist. Wie die verwandten Arten kann sie den Nacken bei Bedrohung zu einem Schild aufspreizen, dieser trägt eine sehr variable helle Zeichnung.
Der Kopf der Schlange ist breit dreieckig und etwas von der Halsregion abgesetzt, der Schwanz ist kurz. Die Augen besitzen einen schmutziggelbe Iris mit dunklerer Fleckung, die dunkle Pupille ist rund. Die glatte, etwas glänzende Beschuppung zeigt folgende Merkmale: Ocularia: nur eine Präoculare, zwei bis drei Postocularia, sieben Supralabiale, davon die dritte und vierte mit Kontakt zum Auge, vier Infralabiale. Loreale fehlen ganz. In der Körpermitte sind 19 bis 21 Schuppenreihen ausgebildet. Die Bauchschuppen zählen 161 bis 180. Die dorsolaterale Beschuppung ist auffallend schief zur Körperachse stehend.
In China kommt mit der, hier selteneren Monokelkobra (Naja kaouthia) eine zweite Kobraart vor, auf Taiwan ist es die einzige Art der Gattung und damit unverkennbar.

Verbreitungsgebiet der Chinesischen Kobra

## Lebensraum, Verbreitung, Gefährdung
Die Chinesische Kobra lebt im Südosten Chinas, nördlich etwa bis zur Mündung des Jangtsekiang und im Norden von Vietnam und Laos, unter Einschluss der Inseln Hainan und Taiwan. Innerhalb ihres Verbreitungsgebiets zeigt die Art eine merkliche genetische Struktur mit unterscheidbaren Lokalpopulationen. Durch Wildfänge von Individuen, vor allem für die Traditionelle chinesische Medizin, ist sie in vielen Regionen selten geworden. Sie wird in der Roten Liste Chinas in der Kategorie „vulnerable“ (gefährdet) aufgeführt und ist lokal, so in Guangdong und Hainan, vom Aussterben bedroht. Auch weltweit schätzt die IUCN sie, seit 2014, als „vulnerable“ (gefährdet) ein.
Die Art tritt in ihrem Verbreitungsgebiet vor allem in der Ebene und im Hügelland auf, maximale Höhenverbreitung ist bis 2000 Meter. Sie tritt in einer Vielzahl von Lebensräumen auf, darunter auch Feuchtgebiete und menschliche Siedlungen.

## Lebensweise
Die Art ist dämmerungs- bis nachtaktiv. In der Ernährung ist sie unspezialisiert, sie erbeutet Kleinsäuger, Vögel, Frösche, auch Fische und andere Schlangen.
Wenn sie bedroht wird, nimmt die Kobra ihre charakteristische Drohstellung, mit abgeflachtem Körper, aufgerichtetem Kopf und abgeflachtem Nacken, ein. Ob sie zu den Speikobras gehört, die ihr Gift gezielt verspritzen, darüber gibt es widersprüchliche Berichte. Die besonderen morphologischen Anpassungen der Speikobras fehlen ihr. Es wurde aber im Experiment nachgewiesen, dass sie über Speivermögen verfügt.

## Gift und Giftwirkung
Im Gift der Chinesischen Kobra wurden 124 verschiedene Proteine und Peptide festgestellt, darunter zahlreiche mit kardiotoxischer (herzgiftiger) und neurotoxischer (nervengiftiger) Wirkung, darunter Phospholipase A2 und artspezifische Neurotoxine aus der Gruppe der Cobrotoxine. Hämotoxine (Blutgifte) fehlen, wie typisch für Kobras, fast ganz.  Die Art gilt als für den Menschen sehr giftig. Unbehandelt wird eine Todesfallrate von 1 bis 10 Prozent angegeben. In den Heimatregionen der Schlangenart halten Krankenhäuser Gegengifte bereit. Bei einer Untersuchung in Taiwan an 183 Patienten berichteten 174 über Schmerzen und lokale Schwellungen, oft gefolgt von Wundinfektionen mit Haut- und Gewebenekrosen (120 bzw. 77). Schwere neurologische Symptome traten während der Untersuchung nicht auf.

## Phylogenie und Systematik
Die Chinesische Kobra wurde von dem dänischen Forscher Theodore Edward Cantor, wie heute als Naja atra im Artrang, erstbeschrieben. Typuslokalität ist die Insel Zhoushan. Später wurde sie lange Zeit als Unterart der Brillenschlange (Naja naja), als Naja naja atra, aufgefasst.
Die Art wird innerhalb der Gattung Naja in die, in Asien verbreitete Untergattung Naja s. str. eingeordnet. Nach morphologischen Merkmalen ist die Monokelkobra (Naja kaouthia) wahrscheinlichste Schwesterart, nach genetischen Merkmalen ist sie näher mit der Brillenschlange (Naja naja) und  der Mittelasiatischen Kobra (Naja oxiana) als mit dieser verwandt.